# Peter Türler
Peter Türler (* 1934 in Innsbruck, Tirol; † 2022) war ein deutscher Architekt österreichischer Herkunft.

## Leben und Wirken
Türler wuchs als Kind des Bankbevollmächtigten und späteren Majors Anton Türler (1897–1941) und seiner Ehefrau Hildegard geborene Bednar (1905–1992) in Innsbruck auf, studierte an der Akademie der Bildenden Künste München bei Sep Ruf in der Meisterklasse für Architektur von 1956 bis 1960 und schloss mit dem Akademie-Diplom ab. Von 1960 bis 1962 war er freier Mitarbeiter beim Architekturbüro Hartmann in Zürich und hier insbesondere an Wohn- und Verlagsbauten sowie an Wettbewerben beteiligt. Professor Ruf schickte ihn 1962 zusammen mit seinem Studienfreund Manfred Adams nach Bonn, um seine Empfehlungen zum „Hauptstadt-Ausbau“ zu erarbeiten. Dazu war bei der Bundesbaudirektion eine aus sieben Architekten bestehende Planungsgruppe gegründet worden. Dort arbeitete Türler bis 1968 und gründete danach – zusammen mit Manfred Adams und Günther Hornschuh – die Planungsgruppe A.H.T., die spätere Planungsgruppe Stieldorf. Er wohnte hier zunächst in einem nach eigenem Entwurf als Teil einer zusammen mit Manfred Adams geplanten und von der Architekturkritik gewürdigten Gruppe ähnlicher Häuser am damaligen Dorfrand von Stieldorf erbauten Einfamilienhaus, später in einer gemeinsam mit den anderen Architekten der Planungsgruppe realisierten und heute als denkmalwert geltenden Reihenhauszeile im benachbarten Vinxel.
Türler bearbeitete von 1970 bis 1980 überwiegend preisgekrönte Architekturwettbewerbe und war dann federführend für die Planung und Ausführung des ZDF-Sendezentrums zuständig. Nach der Aufgabe des gemeinsamen Ateliers der Planungsgruppe Stieldorf Ende der 1990er-Jahre firmierte er mit seinem eigenen Architekturbüro – das er zunächst noch mit Georg Pollich in Bad Honnef führte – immer noch als „Planungsgruppe Stieldorf“ (ab 2002 Planungsgruppe Stieldorf Türler) und realisierte Projekte wie die Erweiterungsbauten für das Amts- und Landgericht Bonn sowie den Neubau des Hauptsitzes der Volksbank Bonn Rhein-Sieg.

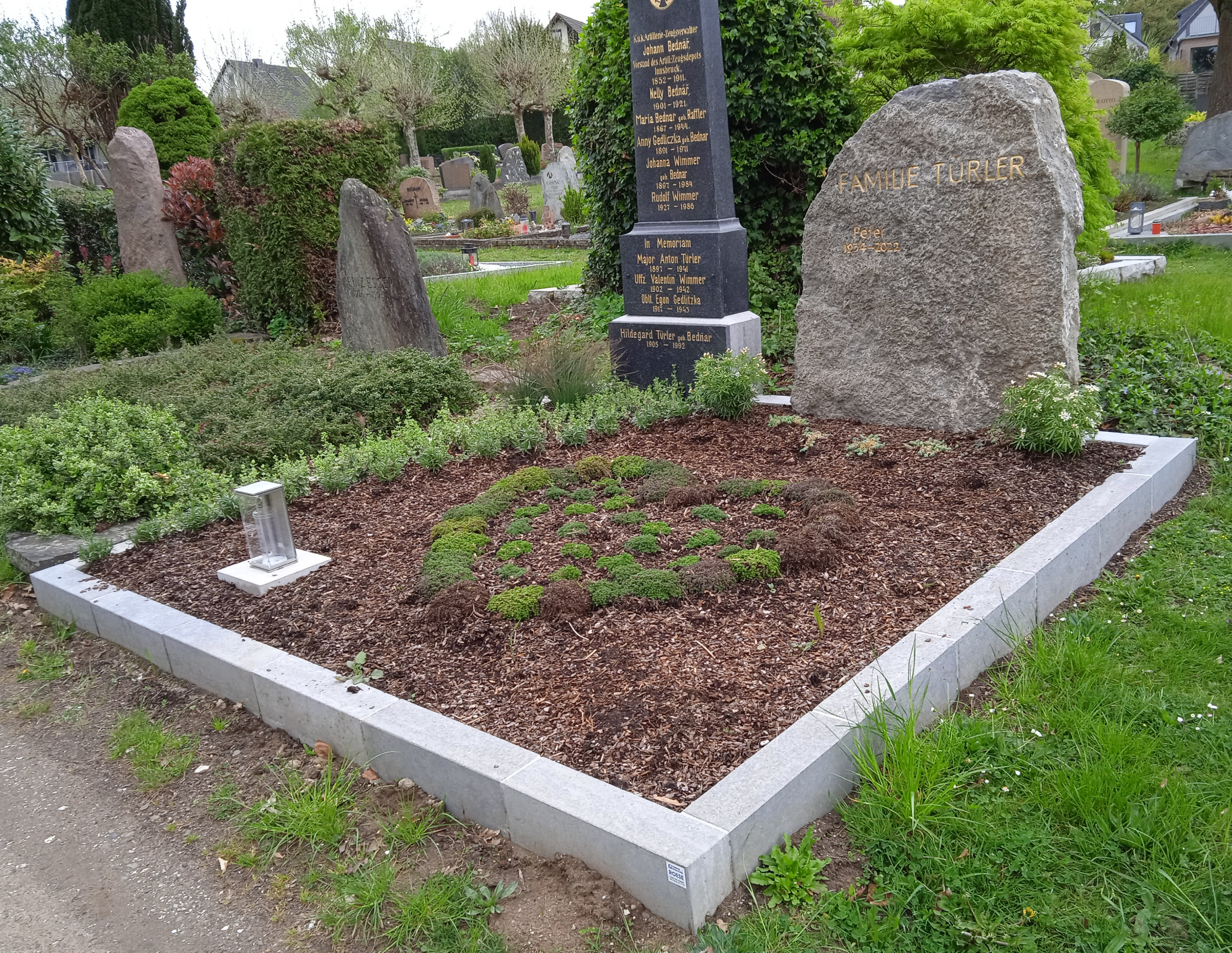
Grab auf dem Neuen Friedhof

Peter Türler war noch bis Anfang der 2010er-Jahre als Bausachverständiger und Fachpreisrichter tätig. Aus seiner Ehe mit Sigrid geborene Trenckner ging der Sohn Peter Andreas Türler (* 1966) hervor, der Chefarzt an den Johanniter-Kliniken in Bonn ist. Peter Türler wohnte zuletzt über mehr als drei Jahrzehnte in Bad Honnef und wurde dort auf dem Neuen Friedhof beigesetzt.

## Veröffentlichungen
- Die Kreuzbauten in Bonn-Bad Godesberg Nord: Die Entstehungsgeschichte. In: Bundesamt für Bauwesen und Raumordnung (Hrsg.): Bau und Raum. Jahrbuch 2009/10. Junius Verlag, Hamburg 2010, ISBN 978-3-88506-458-9, S. 107–108.